# Катышево
Катышево — деревня в Муромском районе Владимирской области России, входит в состав Ковардицкого сельского поселения. 

## География
Деревня расположена на берегу реки Илевна в 13 км на запад от центра поселения села Ковардицы и в 19 км на запад от Мурома. В деревне находится селище Катышево 1 (средневековье).

## История
Деревня впервые упоминается в окладных книгах Рязанской епархии 1676 года в составе Васильевского прихода, в ней было 5 дворов помещиковых.
В конце XIX — начале XX века деревня входила в состав Ковардицкой волости Муромского уезда, с 1926 года — в составе Муромской волости . В 1859 году в деревне числилось 25 дворов, в 1905 году — 50 дворов, в 1926 году — 77 дворов.
С 1929 года деревня являлась центром Катышевского сельсовета Муромского района, с 1940 года — в составе Пестенькинского сельсовета, с 2005 года — в составе Ковардицкого сельского поселения. 

## Население
| 1859 | 1905 | 1926 | 2002 | 2010 | 2012 | 2021 |
| ---- | ---- | ---- | ---- | ---- | ---- | ---- |
| 187  | ↗296 | ↗345 | ↘12  | ↘7   | ↗8   | ↗11  |

## Археология
Близ деревни находится селище Катышево-1 XII — XIV веков. На селище найдены серпы, коса-горбуша, элементы плуга (лемехи), плужный нож, клин для крепления наральника, наконечники стрел, детали кольчуги, фрагменты шпор и наборных поясов, около 150 фрагментов стеклянных браслетов, заглублëнный в землю двухкамерный глинобитный гончарный горн с вертикальной системой поступления горячих газов, клещи, наковальня, заготовки, литейные формы и тигли. На некрополе близ селища обнаружили два погребения.